# 77 〜And, two stars meet again〜
『77 〜And, two stars meet again〜』（セブンズ アンド・トゥー・スターズ・ミート・アゲイン）は、2009年7月31日にWhirlpoolより発売されたパソコン用アダルト美少女ゲーム。
2009年2月21日、Whirlpool公式ウェブサイトとアダルトゲーム雑誌「TECH GIAN」に初公開された。Whirlpoolの過去の作品と同様、学園を舞台としたファンタジー系の恋愛アドベンチャーゲームで、『いな☆こい! 〜お稲荷さまとモテモテのたたり〜』、『MagusTale 〜世界樹と恋する魔法使い〜』『メリ☆クリ 〜10年ぶりのホワイトクリスマス〜』に連なる世界観である。
なお、タイトルの「77」は、物語のテーマとなっている七夕が7月7日であることに由来する。
2010年12月22日、GN SoftwareよりPlayStation Portable版『77 〜beyond the Milky Way〜』（セブンズ ビヨンド・ザ・ミルキー・ウェイ）が発売した。

## 概要
Whirlpoolの第6作目（ファンディスクと『メリ☆クリ』を除けば3作目）となる。攻略対象キャラクターは10人と多い。各9つのエンディングと1つのトゥルーエンドが存在する。基本的に要所要所で出現する選択肢を選んで好感度を上げていき、最後の星取りの儀が終了した時点で一番好感度の高いヒロインのルートに入る。
ただし、くぅだけは特殊で織姫のエンディングを二つ見た時点で三回目の遭遇イベントに選択肢が現れ「お兄ちゃんでいいの？」を選ぶ事で彼女のルートに入り、攻略する事で今作品のトゥルーエンドを見る事が出来る。
また、システム面では77LIBRARYという用語辞典が初めて実装された。

## あらすじ
科学技術と同様に魔法が一般的に広く知られている世界。天稜国際学園に通う主人公月城 翔は、毎年の学年行事となっている星待ち祭について深く嘆いていた。そんな時、不慮の事故からアルタイルの指輪を指にはめてしまい、望んでもいないのに星待ち祭の彦星に選ばれてしまう。かくして翔は3人の織姫に狙われる事になり、星待ち祭を前に奇妙な学園生活を送る事になる。

## 登場人物
＊担当声優はPC版、PSP版共に同一である。

### メインキャラクター

#### 主人公
月城 翔（つきしろ しょう）
声：黒井鋼（ドラマCD）
天稜国際学園普通科2年C組に所属する平凡な男子生徒。今年の星待ち祭で彦星役に授けられる「アルタイルの指輪」が、本物と取り違えていると気づかれず、「星待ち祭の間誤解を生む代物を隠しておくため」に偽物として翔の手に渡ってしまった上、誤ってその指輪を左手薬指にはめてしまう。その結果、なし崩し的に翔が彦星を務めることになってしまう。去年の星待ち祭で壮絶なまでの乱闘振りを目撃してしまったため、学園生の中では珍しく、星待ち祭に良い印象を全く持っていない。他キャラに比べるとかなりまともな常識人でツッコミのほとんどを担当する。のん気な性格で本人は平々凡々な生活だけを望んでいる。宙以外の女性に対しては弱気で、ポコによく指摘される。
実は翔の幼いころに別れた父親がこの学園の学園長であり、のちにこの事実を知って衝撃を受ける。

#### 知の塔
星庭 宙（ほしば そら）
声：夏野こおり
誕生日：6月21日（双子座）。身長：161cm。体重：46kg。血液型：O型。3サイズ：83/57/85。テーマ曲「万能幼馴染」
知の塔の織姫。天稜国際学園2年生。今年から天稜学園に編入した。学業優秀なうえ運動能力にも長け、力の塔からもスカウトされたが断っている。天稜学園創立以来初の編入生であるため学園内では有名人。天真爛漫な性格で、他の塔の人物には敵意は見せず、正当な競争相手として気さくに接する。翔とは同じ田舎の島の出身である幼馴染同士で10年ぶりに再会した。趣味はアンティーク品の収集など。基本は完璧人間といっても過言ではないのだが、唯一の欠点として極度の方向音痴であり、そのためなのかペンダントにしたコンパス（方位磁石）を常に首から下げている。
実は宙はすでに出身の島で一人の研究者として活躍しており、わざわざ学校に通う必要はない。その真の目的は「NANA」と呼ばれる学園の機能維持にかかわる未知の結晶を回収することである。コンパスはNANAの反応を感知するためのものであり、おそらくいつ反応があってもいいように持ち歩いているのだろう。回収理由として、NANAは宇宙へ向けある信号を送っているのだが、その信号により呼び寄せられる隕石が地球に落下した場合甚大な被害を受けるため、NANAを宇宙へ帰すためである。知の塔所属となり織姫になったのも、学生会のパソコンからNANAに関するデータを得るため。ちなみに、潜入方法はほかにもあったらしいが、本人が翔に会いたいがために学生を選んだらしい。
常葉 亜紀（つねは あき）
声：遠野そよぎ
誕生日：2月28日（うお座）。身長：153cm。体重：42kg。血液型：A型。3サイズ：79/59/82。テーマ曲「小さな科学者」
知の塔の星の巫女。天稜国際学園2年生。科学者の家系に生まれ、彼女自身も天才的な頭脳を持つ。クールで人間嫌いな性格（特に月城兄弟）だが、極度のシスコンで姉である美紀のことを異常に慕っており「お姉様」などと呼んだり敬語で話す。きつい物言いが目立つが、実際は親しい相手を思いやる心をちゃんと持っており、文句を言いながらもいざというときは助けてくれるタイプである。カナヅチで泳ぐことができない。前年に美紀が織姫でありながら敗北した所為もあり、星待ち祭が始まる前から相当優勝に拘っていて、何かがあるたびに勝利への可能性に結び付けようし、闘争心をむき出しにしている。特に力の塔の凛とは、作中で何度も対抗する。また、その関係で前年度の彦星である銀河も大嫌いで、弟である翔にも事ある毎に突っかかる。
ちなみに、国家機密に対して平気で不正アクセスしているが、見つかるようなヘマはしたことがないとのこと。
常葉 美紀 （つねは みき）
声：日向裕羅
誕生日：9月25日（天秤座）。身長：163cm。体重：50kg。血液型：A型。3サイズ：94/59/89。テーマ曲「綺麗な華には毒がある」
知の塔の星の巫女。天稜国際学園3年生。亜紀の姉。優しく家庭的な性格で、料理やお菓子作りが得意だが、実はかなり腹黒く毒舌でドSである。亜紀や両親とは異なり、科学には縁がない。一族で唯一科学者ではないため、実は両親を含め家族との折り合いはあまり良くない。だが、亜紀とは本当の信頼関係で結ばれている。亜紀ほどではないが亜紀と同じくシスコンであり、亜紀のことを大切に思っているがその性格ゆえ亜紀をいじめることが多い。読書が好きで文学においてその才能を発揮している。実はすでにプロの少女向け小説家としてデビューしているが、本人は隠したい模様。妹とは違いあまり星待ち祭の勝ち負けには拘っていない。
翔は彼女のイメージが変わっていたため気付かなかったが、昨年の知の塔の織姫は彼女である。去年の星待ち祭では相当とんでもない事をやったらしく、あの銀河からも恐れられている。琴音はトラウマになってるらしく、美紀ルートのあるイベントで少し威圧されただけで涙目になっていた。

#### 力の塔
鳴神 葵（なるかみ あおい）
声：金松由花
誕生日：11月24日（射手座）。身長：145cm。体重：38kg。血液型：A型。3サイズ：68/50/70。テーマ曲「武士の精神」
力の塔の織姫。天稜国際学園年生2年生。外見は幼いがさまざまな武術の達人であり、特に長刀が得意でいつも持ち歩いている。その実力は運動自慢の力の塔の面々に一目置かれるほどである。子どもっぽい一面が残り、特に「SD侍」「デフォルメ侍」などと低身長のことを言われると怒り出す。一方で意外と大人な考えを持っており、ステラを含め自分たち側に落ち度が合った際は、きちんと詫びる礼儀作法を持つ。星待ち祭に勝利した暁には、星待ち祭による不可思議な会長・副会長選挙をはじめとして、この学園のさまざまな問題点を解決し、より良く変えようと思っている。
実は、葵は自主性を叫びながらも、織姫になった本当の理由は、実家に同年代の彦星を婿として連れ帰るよう言われたからであり、後にそのことについて恥じている。また、強い正義感としっかりとした自分の意見をもち、その上行動力はとても優れているのだが、突発的で相手への配慮が足りないために相手に真意を理解してもらえないことも多く、そのために損をすることもある。また、意外と甘えたがりで落ち込みやすい一面がある。
ステラ
声：佐本二厘
誕生日：不明。身長：165cm。体重：48kg。血液型：無し。3サイズ：86/59/87。テーマ曲「ご奉仕メイドさん」
力の塔の星の巫女。天稜国際学園2年生（設定）。自己成長型AIを搭載した人間型メイドロボットで試験的に学園に通っている。素直で明るい性格であり、人間達の世話をするのが好きなため葵と凛に星の巫女に抜擢された。
九条財閥により製造された。情報検索・分析能力に優れる。自分の特徴を話すとき、「仕様です」とつけることが多い。体重は48kgだが、電源が落ちたり壊れたりしている状況では地面にめり込むほど重くなる。力加減が出来ない節があり、「モンスターマウンテン」に同行した翔、さくらに軽くトラウマを作ったほど。なおエネルギーは特殊液をスポーツドリンクのように口から摂取する（本人はいたく気に入っているが、誤飲した翔曰く不味いらしい）
ちなみに、首の裏に非常停止スイッチがあり、それを押すと全機能が停止する。ちなみに耳のところに非常停止スイッチのカバーを開けるためのもう一つのスイッチがある。また、ステラの製造された本当の目的は、学園側との取引のためであり、未だ解明され切っていない学園機能に関する何かを持っている。だが、それが何かは不明。
余談だがくぅエンドでは三年生は全員卒業しているのだが、力の塔では彼女がその枠になっており、九条財閥の研究所に戻ったことが翔の口から語られている。その後は動向は不明だったのだが、メイド養成機関「湖畔の楼閣」で教官をやっているらしいことが『まじかりっく⇔スカイハイ 〜空飛ぶホウキに想いをのせて〜』のエミリアから語られている（名前は出ていないものの同作のイベントCGとTIPSを見る限り確実）
古清水 凛（こしみず りん）
声：青山ゆかり
誕生日：10月30日（蠍座）。身長：171cm。体重：53kg。血液型：O型。3サイズ：88/60/93。テーマ曲「エレガントにゴージャスに」
力の塔の星の巫女。天稜国際学園2年生。葵と織姫の座を奪いあった結果、僅差で敗北。それ以来険悪な関係になりグレ気味だったが、ステラの協力により葵との仲を修復し再び星待ち祭に出ることを決めた。プライドが高く、和風な実家に反して洋風のお嬢様口調（ですわますわ調）で話す。エレガントなことが好きで努力は嫌い。
ただしそれは建前で実際は夜中に力の塔のジムでトレーニングをしている事が凛ルートで明らかになっている。なお翔はフェンシングをやってると思っていたが、実際は柔道家である事が判明した。
前年の星待ち祭でも星の巫女に選ばれた。知の塔の常葉亜紀同様、勝ちに拘っている（前年に慕っていた力の織姫の復讐のため）。古清水家の特徴である長い巻き毛が特徴でスタイルの良さだけはヒロイン中随一だが骨太や繁殖などと呼ばれている。葵と同様気が強く怒りっぽい性格でかなり口が悪い。好物は唐揚。料理はかなり上手い。
ちなみに次回作の『ねこ☆こい! 〜猫神さまとネコミミのたたり〜』に登場した古清水怜は従姉妹である。

#### 運命の塔
天峰 瑠々（あまね るる）
声：井村屋ほのか
誕生日：9月3日（乙女座）。身長：163cm。体重：45kg。血液型：B型。3サイズ：82/56/84。テーマ曲「天使の歌声」
運命の塔の織姫。天稜国際学園2年生。天稜学園の全校生徒から慕われる歌姫でもあり、その歌声には心を込めて歌うと感情が相手に伝わるという魔法的特性がある。ちなみにそれは、魔法使いの間では呪歌と呼ばれている。天然ボケな性格で話し方や動きはかなり鈍い。低血圧で朝早く起きるのが苦手。一日10時間の睡眠を必要とし、昼間でも、立ったままウトウトする事は勿論、普通に眠り込んでしまう事さえもあり、会話と噛み合わない寝言を呟く事もある。学園内には彼女の親衛隊が多く存在する。趣味は動物のぬいぐるみを作る事。
説明上魔法的特性とされているが、カレンが「すごい魔力が漏れ出している」的な発言をしており、ラピスこそ持たないものの、実際には魔法使いであると考えても差し支えのない模様。実は彼女が眠っているのは魔力が高すぎて体に負担を与えているのを軽減するためであることが77LIBRARYに書かれている。ちなみに、負の感情を伝えてしまうと、相手に何らかのダメージがあるようであり、本編で一度翔が気を失っている。また、歌を用いずとも気持ちを伝えてしまうこともあり、カレンと制御訓練を行っている。なおカレンエンドでは魔法島（おそらくフォーティア魔法学園）に留学している。
カレン＝ルクス＝ヴィクトリア
声：海原エレナ
誕生日：12月25日（山羊座）。身長：165cm。体重：49kg。血液型：O型。3サイズ：89/58/88。テーマ曲「魔法使いの午後」
運命の塔の星の巫女。天稜国際学園3年生。異世界から次元を超越してやってきた魔法使いたちが暮らす島「魔法島」からの留学生。魔法使いではあるが、魔法島の掟があるのであまり魔法を使ったりはしない。『MagusTale』に登場したセーラ＝フィニス＝ヴィクトリアの従姉妹。人がよく、瑠々の世話を自分から進んで買って出る。セーラとお揃いの腕輪にラピスをつけており生物形態（ペガサスで名前はカミカゼ）で発現していることから、高名な魔法使いと思われる。魔法島出身の魔法使いの中では日本について一番詳しかった(自称)が、それでも微妙に間違った知識として覚えていることが多い。巨乳のためポコが胸に体をうずめてくることが多いが、それをも「可愛い」と言って受け入れる寛大な人である。
また、自分の魔法に自分でびっくりするような、ちょっとのんびりした一面もある。
占いに関する魔法を得意とするようで、特に予知夢を使えば、近日に関するかなり正確な「未来の断片」をみることができる。それは、本人でも必死に工作して覆せるかどうかというレベルの精度。ただ、少し離れた時間に関することは、「起こりうる未来の可能性」しか見ることができない。他人に詳しい予知を話すことは禁止されているが、安易に未来を変えてしまわないように、とのことであると思われる。また、この学園には留学生という名目で、実際は運命の塔に所属する特殊な能力の制御に関する手伝いのために呼ばれている。
また、ヴィクトリアの家系として攻撃系の魔法も素養があるが、制御はあまり得意ではない。
風舞 さくら （かざまい さくら）
声：有栖川みや美
誕生日：4月15日（おひつじ座）。身長：150cm。体重：40kg。血液型：AB型。3サイズ：76/57/80。テーマ曲「動物さんとお散歩」
運命の塔の星の巫女。天稜国際学園1年生。瑠々による推薦で巫女に抜擢された主人公の後輩。動物と心を通わせる能力を持ち、その力を買われて天稜学園に入学した。そのため学園でも大抵動物の世話をしている。極度のあがり性で人前で話すことが苦手であり、親しい人以外の前ではいつもしどろもどろな口調になってしまう。初心ではあるが、恋愛などには人一倍敏感で興味津々。感情が高ぶると近くにいる動物達にも影響され暴れだし、大惨事になりかねない事態が起こってしまう。実は入学したての頃に翔と会って話した事があるのだが、翔はその時の事を覚えていない。
ちなみに、カレンの使い魔であるカミカゼのことが大好きで、出てくると大抵見境なく甘えている。また、何故か麻雀の知識に詳しい。
魔法であるかどうかは不明だが、いわゆるテレパスで、実際は動物の言葉ではなく思考を読み、自分の思考を伝えている。もっとも、それは無意識で行われているため本人にはその自覚はない。また、人間ほど思考が複雑になると読むことができなくなるため、他人の気持ちに敏感というわけではない。また、両親はその能力は持っていないが、祖母が同じ能力の持ち主で、幼いころいろいろ教わったらしい。

#### その他
くぅ
声：榊原ゆい
誕生日：不明。身長：約160cm。体重：不明。血液型：不明。3サイズ：不明。テーマ曲「神出鬼没な女の子」
星の形をした髪飾りをつけた謎の少女。学園の生徒ではなく、敷地内で何かを探している。翔のことを「おにいちゃん」と呼ぶ。詳細は不明だが、物語の鍵を握る人物のようであり、彼女と接触中にポコが指輪から出られなくなるというアクシデントが発生した。「くぅ」という名は翔に付けられたものである。くぅの台詞はほとんど全て平仮名で書かれている。
全編を通してどのように生まれたかの具体的描写は存在しないが、学園の中枢を担う未知の結晶「NANA」と、NANAと呼び合うようにひかれるもう一つの隕石の特殊な力によって生み出された存在であることは間違いない。何も知らなかった為に始めのうちは記憶喪失ではないかといわれるが、本人いわく「今年の星待ち祭開始時に生まれたから、それ以前の記憶は存在しない」。また、くぅ本人はNANAのことを「ま〜ま」、もう一つの隕石のことを「ぱ〜ぱ」と呼んでいる。また、のんびり話しているのは、NANAのそばにいないと思考速度が大幅に落ちてしまうためであり、NANAの力に関する現象が起きた際に、時折にすらすらと話すことがある。

### サブキャラクター
月城 銀河（つきしろ ぎんが）
声：月黒斗夜
翔の兄。前年の星待ち祭における彦星で現在は学生会会長。本人曰く、いつも影から翔を見守っている。文武両道に秀でた超天才であるが、性格にかなり癖のある変人。翔のことを「翔くん」などと呼んで溺愛するも、その弟からは非常に嫌われておりパンチをくらうなど、まるで人間扱いされていない。しかし耐久力が高く、それすらもスキンシップとして楽しんでいる。翔と違いもともと他人に好かれるタイプの人間ではないのだが、前年に彦星になったにもかかわらず織姫や巫女に無関心な態度を示していたことがきっかけで、ほぼ全校の男子生徒に嫌われている。その上大勢の一般学生に向けての容赦の無い言動や、丁寧且つ持ち上げる言葉を心底見下した態度で吐いたりと性質が悪く、会長として人望はない。普段はギャグキャラなのだが、実は親近者以外には非常に冷淡で辛辣な性格をしている。
実は、学園長である自分の父親の愚行を止め、学園の内包する危険性を世間に知らしめるために、陰で工作活動を行っている。また、自分といろいろ似ているせいなのか、父親のことはかなり嫌っている。もっとも、父親とは違い善悪の区別はつくようである。ただし、工作の結果不測の事態が生じたために多くの無関係の生徒を危険に晒したり、工作活動に他者を巻き込まないようにと琴音と2人だけで行動した際に、最悪の事態の保険が「多分、翔ならやってくれる」と事情を伝えず期待するだけで、他になんら具体的な手段を講じない、と意外と短慮な行動に出ることも多い。なお翔を彦星にしたのも、その一環で故意に行ったものである。
ちなみにくぅルートでは、NANAによる時間の逆転現象によって事情を知った翔と和解し、三塔のメンバーらと共にNANAを宇宙に返すために学園長と戦った。その後は捕まったものの脱走した父親を追うために警察官の道に進んだことが翔の回想で語られている。
藤門 琴音（ふじかど ことね）
声：北都南
前年の星待ち祭における運命の塔の織姫。星待ち祭に勝利して銀河の恋人となり、現在は普通科の制服を着て学生会副会長を務める。銀河と違って大人の対応ができる常識人。もちろん銀河の手綱を握っており、暴走した際のストッパー的役割も担っている。なお、くぅルートでくぅに催眠療法を試しているが、それが彼女の能力なのかどうかは不明。
ちなみに、本編では分かりにくいが、琴音と銀河は心の深い部分でちゃんと通じ合っており、そのシンクロ率は、ルートによっては翔たちよりも高い数値を示している。
狐島 進（こじま すすむ）
声：みすみ
報道部に所属する普通科の糸目の女生徒で、今年の星待ち祭の公式リポーターを務める。関西弁を話すお調子者だがテンションが上がると標準語になるため翔が「あの関西弁は演技じゃないのか」と疑っているが触れてはいけない話の為、真意は不明（その関西弁自体も大阪弁と京都弁が混じっている）。狐の顔の形をした髪留めをつけている。動物の中で犬が嫌い。
神宮 知枝（しんぐう ちえ）
声：楠鈴音
翔たちのクラスの担任を務める新任女性教師で、今回の星待ち祭実行委員顧問。といっても形式上の顧問に過ぎず、星待ち祭に関する重要事項をほとんど知らされていない。愛称は「ちーさん」。生徒達からは友達感覚で慕われているが、からかわれてしまうことも多い。
守部 千影（もりべ ちかげ）
声：須本綾奈
星待ち祭実行委員会に所属する運命の塔の2年生女生徒。いつも怪しげなお面をかぶり、その素顔を隠している。翔のことを「貴様」と呼ぶなど怖い雰囲気があるが仮面や行動について指摘されると気にしたりデリケートな面がある。ちなみにマシュマロやネコが好きだったりと、ふつうに少女趣味である。何故か仮面の上から飲食することができたり、仮面に感情が現れたり、呼んだらすぐに出てきたりと謎だらけな人物。前年の星待ち祭では星の巫女を務めていた。翔がくぅと出会う前に彼女と知り合っている。
学園に来てからはほとんど誰にも素顔を見せたことはないが、藤門副会長とモコ、そしてくぅには素顔を見せたことがある。藤門副会長とモコいわく、とってもかわいい、とのこと。ゲーム中でも素顔は出ないが、2009年11月のwhirlpoolのHPのトップ絵画像で初めて素顔が判明した。
ポコ
声：金田まひる
丸い体に羽のついた緑色の不思議な生き物で性別は不明ならぬ「不能」。彦星である翔の監視役としていつも付いて回っている。が、監視役というよりは基本的に友達っぽいポジションではある。ずうずうしい性格で、基本的にエロいことしか考えていない俗物な中身に反して、見た目は可愛い上に甘いものが大好きという、普段は翔がイラっとすることもあるほどのおとぼけキャラなのだが、時に人が変わったように非情で冷たい言動を発することがある。また、公私や善悪の区別は一応ついており、友達思いな一面もある。一人称は「アタイ」「俺」「僕」等ころころ変わるものの、基本的には「アタイ」。ナルシストと思しき発言を多々繰り返している。その性格は、銀河と馬が合う。
なお、以降のwhirlpool作品の本編には登場しないものの、緊急回避画面などで度々使われており、whirlpool作品のマスコット的キャラクターとなった。
モコ
声：みる
ポコと同じ姿をした桃色の生物。ポコが見聞きした物事をいつでも受信して感知することが出来る。ポコとは違いまじめに仕事をしており、また気が弱く自信がなさそうな雰囲気。千影とはとても仲が良く、千影にとって心の拠り所のような存在。モコ自身千影のことが気に入っているようで、内気な千影の背中を一生懸命押して、友達を増やしてあげようと頑張っている。ちなみに千影いわく、チョコレートを食べるモコの姿はとてつもなく可愛いらしい。一人称は「僕」。なお、ポコ、モコは遠距離でも意思疎通が可能であり、翔の監視報告のほか、たまに関連人物を収集する通信手段として使用される。
実は、ポコとモコは、学園の機能の中枢である「マスター」（NANA）のサポートのために翔達の父親が作り出した存在。基本的にはマスターへのエネルギー供給源を探す星待ち祭のサポートがメインだが、それ以外でも学園の機能に大きな問題が生じた際に指輪から飛び出してくる。また、作り出されたとはいえ自分たちでちゃんと独立した意思と思考を持っており、基本的には独自の判断で動いている。ちなみに、NANAからエネルギー供給を受けて存在を維持しているため、本人たちいわく、エネルギー供給が停止した際には、下手をすると存在が消えてしまうとのこと。ただ、本編では過半数のルートでラストに学園が浮遊しなくなっており、その全てのルートにおいてエネルギー供給がとまったものと思われるが、ポコに関しては以降の作品のTIPSで役目から解放され、自由気ままに世界を旅している事が明かされているが、モコはポコが存在している以上、存在はしていると思われるがどうしているのかは不明である。最後の「星取りの儀」で、この2体は合体して「デネブ」という白鳥に変身するが、上記の事実を知らない一般生徒に銀河は「彼らの真の姿」として紹介した。
神矢 氷女（かみや ひめ）
星待ち祭の実行委員長を務める女生徒で、前年の星待ち祭では力の塔の織姫だった。去年の星待ち祭では、力づくで銀河をものにしようとしていた。名前だけで本編には登場しない。
学園長
声：黒木大
天稜国際学園の学園長だが、学生どころか教師の前にも現れない謎の人物。本作の本編である織姫たちのルートでシルエットもしくは声で登場する。
はっきりと姿を現すのは葵とくぅのルートだけで、その時は最後の敵として翔たちの前に立ち塞がってくる。
本名は月城権太郎、つまり月城兄弟の父親である。またポコとモコの製作者でもあり、当人たち（と言っても劇中で呼んでるのはポコだけだが）から「教授」と呼ばれている。
NANAの研究第一人者で、そのエネルギーをもとに自らを中心とした世界へと革命しようとしている。
もっとも、その革命にも自分なりの正義はあるものの、他の誰の賛同も得られず、本人が登場するいずれのルートにおいても野望は打ち砕かれている。
似た者同士である為か、銀河とは犬猿の仲。翔には一応愛情は持っているが、くぅルートで自分の邪魔をした際は容赦しなかった。
なお兄弟が沢山いるらしく、『Justy×Nasty 〜魔王はじめました〜』に登場した神威権三郎は彼の弟の一人である。

## 舞台・用語
天稜国際学園（てんりょうこくさいがくえん）
本作の舞台となる、東京湾の数100メートル上空に浮遊する人工島に建設されたエリート校。学生数が総勢3000人にも達する全寮制のマンモス校であり、毎年の入学試験倍率は数千倍にもなる。なお、浮遊している原理は、世界から見ても未だに全貌が明らかにされていない。慣れていない学生の中には学園酔いで気分が悪くなる者もいる。学生の90%は普通科に属し、才能に長けた残りの一部の者は、後述の3つの塔のどれかに所属する事になる。
知の塔
学業に優れた者が所属。授業は自分で自習のカリキュラムを組む。望みの教師の授業に出ることもできるなど、大学のゼミに近い形式。また、成績優秀者は個人の研究室を持つこともできる。
力の塔
運動能力に優れた者が所属。入口の扉が重く、廊下が進行方向とは逆向きに動くベルトコンベアで、出席確認のホームルームが空気椅子だったりと、兎に角あらゆる場面で体力を使う場所。無論、プールやジムなどの設備も充実している。名物は「モンスターマウンテン」。
運命の塔
芸術など上記の塔にはない特殊な才能を有する者が所属。入口の扉にある真実の口のような顔に手を入れて開門する人物を検査し、部外者の場合噛み付くという意外に危険な場所。内部は音楽や美術の専門教室を初め、植物園などもあり、憩いの場となっている。ちなみに授業で何をしているのか、という疑問があるがその答えは特に何もしていない。一応望めば普通の授業も受けられる。ただし自由課題ではあるが職場体験、生態研究などのレポート課題がある。
星待ち祭（ほしまちさい Star Waiting Festival）
10年前から伝えられている、毎年夏に開催される学生会選挙戦も兼ねたイベント。モチーフは七夕伝説。3つの塔に所属する女子生徒からそれぞれ1人の「織姫」とその補佐役となる2人の「星の巫女」を選び、3塔に所属していない普通科の男子生徒の中から1人「彦星」を決定し、3人の織姫が彦星を巡り争奪戦を繰り広げる。勝者となった織姫は、自分の所属する塔を一階層増築でき、学園の校則や施設に対し何か1つの要望を出すことができる。さらに彦星と共に学生会の次期会長、副会長に就任する。
開催期間は1か月。3週間目までは、彦星は1週間ずつそれぞれの塔で生活し、最後の1週間を普通科で過ごす。1週間のうち、月曜日から金曜日までは平常授業を受け、土曜日には「星取りの儀」と呼ばれる三塔対抗戦が催される。最終的な勝敗は「アルタイルの指輪」をつけた彦星が、勝者だと認めた織姫に「ベガの指輪」を渡すことで決着する。
因みに過去9回の星待ち祭のうち勝利した塔が判明しているのは次の通り。
- 第8回 第10回の最中に、運命の塔の三連覇もしくは四連覇と言った話題が出ないことから、運命の塔以外のどちらか。

第10回で知の塔が勝利した場合は、力の塔（祝勝ムードの盛り上がりに対して美紀が、知の塔の在校生に星待ち祭の勝利を経験した者がいないと説明している。）
第10回で力の塔が勝利した場合は、知の塔（祝勝ムードの盛り上がりに対して凛が、力の塔の在校生は全員、星待ち祭の勝利を知らないと説明している。）
- 第9回 運命の塔

開催の真の目的は争いの感情を生み出す事でNANAへのエネルギーの供給を抑制するため。
なお、本編での星待ち祭の流れは以下の通り。
- 一週目

彦星が過ごすのは力の塔。
星取りの儀は、学園内に隠された彦星の「大切なもの」を見つける宝探し（時間制限付きで時間内に発見できなければ爆発）。なお隠した物が何かは翔にも知らされていない。
- 二週目

彦星が過ごすのは運命の塔。
星取りの儀はポンジャンにより食材を確保した後、料理対決。
- 三週目

彦星が過ごすのは知の塔。
星取りの儀は男子生徒のボタンを収集するミスコン。ただし投票箇所での受付には時間制限があり、その場所を直前まで生徒は知ることができない。3塔にはそれぞれシークレットサービス（外人風）が引率する。
- 四週目

上記三週間とは逆に、三塔の織姫、巫女の9人が彦星の教室（普通科）で過ごす。
最後となる星取りの儀はベガの指輪の争奪戦。この時点の結果により、次代の織姫が決定する。
- 五週目

彦星は織姫となった生徒の塔で再び過ごす。
7月7日にとある場所で儀式を行い、2人が正式に彦星・織姫に就任する。
指輪
「アルタイルの指輪」と「ベガの指輪」が存在。それぞれが星待ち祭に於ける「彦星」と「織姫」の証。1度指にはめると、どんな事があっても1年間は抜けない。また学園の機能維持に関わっているようであり、持ち主の心境と学園がリンクするようになる（例：持ち主が恐怖心を抱くと、学園が揺れて落下しかける）。また、監視役のポコは、この指輪の中に収納する事が可能。近年では、学生の中に偽物の指輪を流通させて混乱させる輩も発生している。
メイン動力であるNANAと直結しており、所持者の感情がNANAへ送られる。時計塔への転移装置を起動させる際にも使用される。
NANA
学園のメイン動力となっている謎のオーパーツ。今作品における重要アイテムで、空に向かって飛んでいく性質があり、天稜国際学園はこの性質によって浮遊している。
翔や宙がいた島で翔の父である月城権太郎が発見して研究の第一人者となり、権太郎が天稜国際学園を作って世界征服を企む原因となる。
恋愛感情を好み、エネルギー源として力を増す。逆に争いの感情を嫌い、エネルギーが落ちる。
宇宙に向けてある信号を送っており、その信号によって巨大な隕石を引き寄せており、その落下を阻止する為に島の研究者は宙を学園に送り込んで回収し、宇宙に返そうとしている。
宙ルートでは破壊され、近くにいた翔と宙に取り込まれて二人の間でのみテレパシーのように交信することが可能になった。後に二人の子供が再び結晶化したNANAを持って生まれてきた。
くぅルートでは、くぅの呼びかけに応えて時を逆行させるほどの力を発揮した。
『Justy×Nasty 〜魔王はじめました〜』でも東京湾に降り注いだ欠片の一部が登場し、同作品に登場する創聖造魔学園に混乱をもたらした。
天稜砲
元々はNANAを宇宙に向けて射出する装置だったが、NANAからエネルギーを引き出してビームを打ち出す兵器に転用されている。
打ち出されるビームは破壊はもたらさず、ヘリを怪鳥に変化させるなど不可思議な現象を引き起こす。
これの小型版であるミニ天稜砲も存在する。こちらは人を幼児化させる現象を引き起こした。

## スタッフ
- 原画 - てんまそ（織姫3人、くぅ、サブキャラクター）、水鏡まみず（星の巫女6人）、こもわた遙華（SD原画）
- シナリオ - 尾之上咲太
- 音楽 - Elements Garden

## 主題歌
オープニングテーマ「STAR LEGEND」
歌 - 榊原ゆい / 作詞 - Bee' / 作曲 - 上松範康（Elements Garden） / 編曲 - 中山真斗（Elements Garden）
エンディングテーマ1「ふたりで…」
歌・作詞 - 佐藤ひろ美 / 作編曲 - 藤間仁（Elements Garden）
エンディングテーマ2「星の奇跡」
歌 - μ / 作詞 - 佐藤ひろ美 / 作編曲 - 藤田淳平（Elements Garden）

## 関連商品
書籍
- ガイドブック
  - 77 〜And,two stars meet again〜 プレガイド（彩文館出版、2009年6月25日発売、1050円、ISBN 978-4-7756-0408-3）
  - 77 〜And,two stars meet again〜 ビジュアルファンブック（彩文館出版、2009年12月25日発売、2940円、ISBN 978-4-7756-0458-8）
- 小説版
  - 77 〜And,two stars meet again〜 ハーヴェストノベルズ（ハーヴェスト出版、2010年3月1日発売、ISBN 978-4-4341-4110-2）

CD
- 77 〜And,two stars meet again〜 Original Sound Tracks WISH THE STAR（2009年8月14日コミックマーケット76に発売、3000円）
- 77 ドラマCD『天稜国際学園最後の日？』（同上）

## 購入特典
- 初回版同梱特典：77オリジナル原画集、スペシャルコンテンツディスク（壁紙・スクリーンセーバー・システムボイス収録）
- 予約キャンペーン：77オリジナルボーカルマキシシングル
- 店舗特典
  - ソフマップ：描き下ろしテレカ+録り下ろしドラマCD「尽くして、彦星さま」
  - メッセサンオー：描き下ろしテレカ+録り下ろしドラマCD「甘〜い気持ちにリボンをかけて」
  - げっちゅ屋：描き下ろしテレカ